# Kombinat Bau- und Grobkeramik
Der VEB Kombinat Bau- und Grobkeramik Halle (KBG) wurde 1979 gegründet und war ein Kombinat in der Deutschen Demokratischen Republik.
Das Kombinat unterstand dem Ministerium für Bauwesen. Weitere zentralgeleitete Kombinate im Zuständigkeitsbereich dieses Ministeriums sind in der Liste von Kombinaten der DDR aufgeführt. Unter dem Dach des Kombinats – das als Nachfolger der VVB Bau- und Grobkeramik gegründet wurde – wurden Baustoffe wie Dach- und Mauerziegel, Klinker, Kalksandstein und Hohlblocksteine sowie Dränrohre und Gärtnereiwaren aus Ton hergestellt.
Im Zuge der Wende und der anschließenden Wiedervereinigung wurde das Kombinat 1990 aufgelöst und seine Betriebe wurden privatisiert.

## Zugehörige Betriebe
Zum Kombinat gehörten zuletzt die folgenden Betriebe:
- VEB Ziegelwerke Halle; (Stammbetrieb)
- VEB Baustoffwerke Geithain, Sitz Narsdorf
- VEB Klinker- und Ziegelwerk Großräschen
- VEB Sächsische Ziegelwerke Dresden, Sitz Langburkersdorf
- VEB Thüringer Dachziegelwerke Erfurt
- VEB Thüringer Dachziegelwerke Sömmerda
- VEB Vereinigte Dränrohrwerke Bad Freienwalde
- VEB Vereinigte Steinzeugwerke Bad Schmiedeberg
- VEB Ziegelwerke Chemnitz, Sitz Neukirchen
- VEB Ziegelwerke Klausdorf
- VEB Ziegelwerke Magdeburg, Sitz Heyrothsberge
- VEB Ziegelwerke Ueckermünde
- VEB Ziegelwerke Zehdenick